# Alejandro Dávila
Pour les articles homonymes, voir Dávila.
Alejandro Dávila Tellez né le 19 avril 1991, est un joueur espagnol de hockey sur gazon. Il évolue au Tenis et avec l'équipe nationale espagnole.

## Carrière
Il a débuté en équipe première le 4 février 2022 contre l'Angleterre à Valence lors de la Ligue professionnelle 2021-2022.